# Union Square Ventures
Union Square Ventures è un'azienda di venture capital fondata nel 2003 da Fred Wilson.
È nota per aver investito in Zynga, Twitter e Tumblr.

## Portfolio
Tra gli investimenti più notevoli annovera:
- Behance[1]
- Boxee[2]
- Coinbase[3]
- CrowdRise[4]
- Del.icio.us[5]
- Disqus[6]
- Duolingo[7]
- Etsy[8]
- FeedBurner[9]
- Flurry[10]
- Foursquare[11]
- Indeed[12]
- Kickstarter[13]
- Meetup[14]
- MongoDB[15]
- SimScale[16]
- Tumblr[17]
- Twitter[18]
- Work Market[19]
- Zynga[20]